# Gennadij Avdeenko
Gennadij Valentinovič Avdeenko (in russo Геннадий Валентинович Авдеенко?, in ucraino Геннадій Валентинович Авдєєнко?, Hennadij Valentynovyč Avdjejenko; Odessa, 4 novembre 1963) è un ex altista sovietico.
Ha un personale outdoor e indoor di 2,38 m. In carriera ha vinto un titolo olimpico a Seul 1988 e un titolo mondiale ad Helsinki 1983

## Palmarès
| Anno | Manifestazione  | Sede         | Evento        | Risultato | Misura | Note                          |
| ---- | --------------- | ------------ | ------------- | --------- | ------ | ----------------------------- |
| 1983 | Mondiali        | Helsinki     | Salto in alto | Oro       | 2,32 m | Miglior prestazione personale |
| 1987 | Europei indoor  | Liévin       | Salto in alto | Bronzo    | 2,36 m |                               |
| 1987 | Mondiali indoor | Indianapolis | Salto in alto | Argento   | 2,38 m | Miglior prestazione personale |
| 1987 | Mondiali        | Roma         | Salto in alto | Argento   | 2,38 m | Miglior prestazione personale |
| 1988 | Giochi olimpici | Seul         | Salto in alto | Oro       | 2,38 m | Miglior prestazione personale |